# Hammerskins

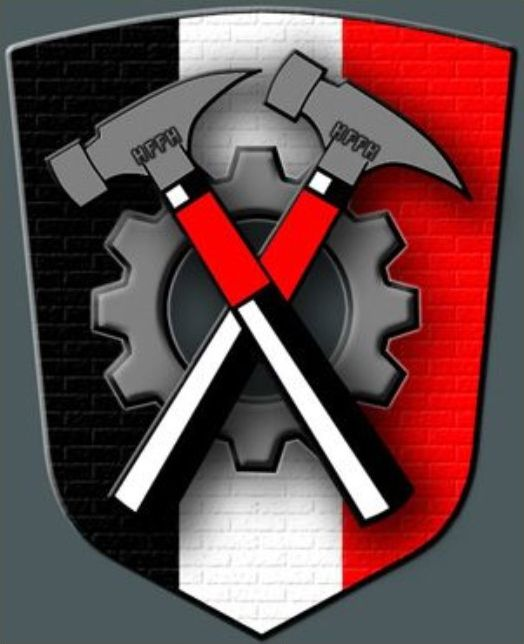
Símbolo de los "Hammerskins".

Los Hammerskins (también conocidos como la Nación Hammerskin) es una asociación neonazi con estética skinhead. Fue creada en 1987 en Dallas, Texas (Estados Unidos de América) aunque hay grupos hammerskins en diversos lugares del mundo.
Concretamente en España, la organización fue declarada ilegal por asociación ilícita y algunos de sus directivos fueron condenados a penas de cárcel de entre año y medio y dos años y medio de cárcel.
El símbolo de esta asociación son dos martillos ("hammers" en inglés) cruzados con la cabeza apuntando al mismo lado. El símbolo está extraído de la película The Wall, versión cinematográfica de la obra musical de Pink Floyd. En ella se parodiaba a un líder profascista y sus ejércitos venían simbolizados en parejas de martillos que parecían avanzar dando pasos como si fueran humanos.